# Löhe (Bergisch Gladbach)

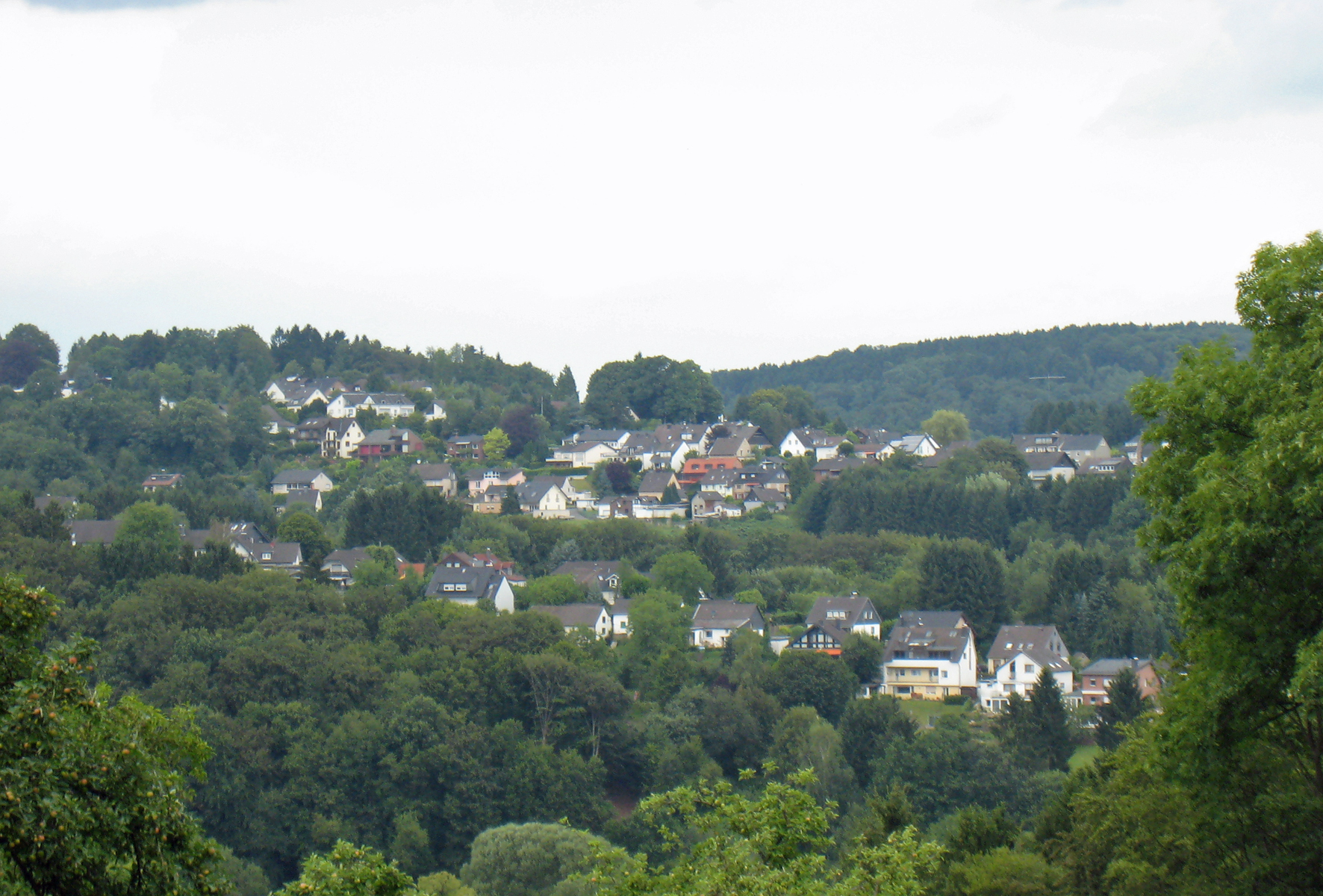
Blick von Nallingen auf Löhe

Löhe ist ein Ortsteil im Stadtteil Moitzfeld von Bergisch Gladbach.

## Geschichte
Löhe liegt am südöstlichsten Punkt von Bergisch Gladbach an der Straße von Moitzfeld nach Immekeppel. Mundartlich sagt man: „Ech bin vam Lüh“ (ich bin von Löhe), wenn man seinen Wohnort benennen will. Etymologisch leitet sich der Name Löhe/Lueh von dem althochdeutschen loh (= Hain), bzw. dem mittelhochdeutschen lôh/lôch (= Gebüsch, Wald, Gehölz) ab und bezeichnet ein Waldstück. Eigentlich liegt die Wurzel aber im germanischen Wort lauha (= Hain, Lichtung, Wald).
Die Siedlung Löhe (Lüh) hat sich aus einer hochmittelalterlichen Siedlungsgründung entwickelt. Sie ist im Urkataster als Lueh in der Gemeinde Immekeppel eingetragen. Die erste Hofstelle gehörte zum Hofverband des Immekeppeler Lehnhofes. Er zerfiel nach 1500 in zahlreiche kleinere Gehöfte. In der zweiten Hälfte des 19. Jahrhunderts entwickelte sich in Löhe eine Bergarbeitersiedlung, in der um 1900 ca. 30 Bergmannsfamilien lebten.

## Bergbau
Wahrscheinlich haben bereits Römer in der Umgebung von Löhe Bergbau betrieben. Sichere Spuren deuten an vielen Stellen auf mittelalterlichen Bergbau hin. Ab der Mitte des 19. Jahrhunderts begann der industrielle Bergbau der Grube Apfel, deren Aufbereitungsanlage im nahen Immekeppel stand.